# Arnold Landvoigt
William Arnold Landvoigt (Washington, 6 febbraio 1879 – Washington, 15 dicembre 1970) è stato un rugbista a 15 tedesco.
Partecipò ai Giochi della II Olimpiade di Parigi del 1900 conquistando una medaglia d'argento nel rugby a 15 con il SC 1880 Frankfurt, squadra rappresentante la Germania.

## Palmarès
- Argento olimpico: 1

1900